# Dirección General de Policía
La Dirección General de Policía (DIGEPOL) fue una agencia policial venezolana.

## Historia
La DIGEPOL fue creada por el gobierno de Rómulo Betancourt, durante la transición a la democracia después de la caída de la dictadura de Marcos Pérez Jiménez en 1958, reemplazando a la Dirección de Seguridad Nacional. Carlos Andrés Pérez estuvo a cargo de ella como ministro de Interior durante el gobierno de Betancourt.
La tortura fue practicada en sedes de la DIGEPOL y en centros de reclusión como la isla El Burro en Valencia y en El Dorado. Existieron centros de torturas de la DIGEPOL como el Batallón de Cazadores y los Teatros de Operaciones antiguerrilleros como el TO-3 Urica de El Tocuyo.
En 1965 el secretario del Partido Comunista Alberto Lovera fue torturado y asesinado por agentes de la DIGEPOL, según audiencias judiciales.
Luis Posada Carriles, disidente cubano y miembro de la Agencia Central de Inteligencia (CIA) estadounidense, fue asesor y directivo de la DIGEPOL.
La DIGEPOL fue reemplazada en 1969 por la Dirección de los Servicios de Inteligencia y Prevención (DISIP), bajo el control del Ministerio de Interior, durante el primer gobierno de Rafael Caldera.